# إدوارد ريدل
إدوارد ريدل (بالإنجليزية: Eduard Riedel)‏ (و. 1813 – 1885 م) هو مهندس معماري من الإمبراطورية الألمانية . ولد في بايرويت.
توفي في اشتارنبرغ.

## أعمال بارزة
من أهم أعماله Castle Berg